# Distrikt Tyros
Der Distrikt Tyros (arabisch قضاء صور, DMG Qaḍāʾ Ṣūr) ist ein Verwaltungsbezirk im Gouvernement Süd der Republik Libanon. Die Bezirkshauptstadt ist Tyros.

## Geschichte

### Antike
Gegründet zu Beginn des dritten Jahrtausends v. Chr. bestand Tyros ursprünglich aus einer Siedlung auf dem Festland und einer bescheidenen Inselstadt, die sich in geringer Entfernung von der Küste befand. Im ersten Jahrtausend v. Chr. entwickelte es sich zu einer immer bedeutenderen Hafenstadt in der Region Phönizien.
Im 10. Jahrhundert v. Chr. verband König Hiram I. von Tyros zwei Inselchen durch Landgewinnung. Später erweiterte er die Stadt weiter, indem er eine beträchtliche Fläche aus dem Meer gewann. Die phönizische Expansion begann um 815 v. Chr., als Händler aus Tyros Karthago in Nordafrika gründeten. Mit der Zeit verbreiteten sich ihre Kolonien rund um das Mittelmeer und den Atlantik und brachten der Stadt einen blühenden Seehandel. Früh im 6. Jahrhundert v. Chr. belagerte Nebukadnezar II., König des Neubabylonischen Reiches, die befestigte Stadt für dreizehn Jahre. Tyros hielt stand, aber es ist wahrscheinlich, dass zu dieser Zeit die Bewohner der Festlandstadt sie aus Sicherheitsgründen verließen und sich auf der Insel niederließen. Der Konflikt endete damit, dass Tyros die babylonische Herrschaft akzeptierte.

### Hellenistische Zeit
Alexander der Große machte sich im Jahr 332 v. Chr. auf, diese strategische Küstenstadt während des Krieges zwischen den Griechen und den Persern zu erobern. Da er die Stadt nicht stürmen konnte, belagerte er sie für sieben Monate. Tyros hielt stand, aber der Eroberer nutzte die Trümmer der verlassenen Festlandstadt, um eine Landenge zu errichten, und als er sich den Stadtmauern näherte, nutzte Alexander seine Belagerungsgeräte, um die Befestigungen zu beschießen und schließlich zu durchbrechen.
So wütend über die Verteidigung der Tyrier und die Anzahl der Männer, die in der Schlacht verloren gingen, zerstörte Alexander die Hälfte der Stadt. Die 30.000 Einwohner der Stadt wurden massakriert oder in die Sklaverei verkauft. Tyros und das gesamte antike Syrien fielen im Jahr 64 v. Chr. unter die Herrschaft der Römer. Dennoch prägte Tyros für einige Zeit weiterhin seine eigenen Silbermünzen.

### Römische Zeit
Die Römer errichteten bedeutende Monumente in der Stadt, darunter ein Aquädukt, einen Triumphbogen und das größte Hippodrom der Antike. Das Christentum taucht in der Geschichte von Tyros auf, wobei der Name Tyros häufig im Neuen Testament erwähnt wird. Während der byzantinischen Ära war der Erzbischof von Tyros der Primas aller Bischöfe Phöniziens. Zu dieser Zeit wurde die Stadt erneut sehr wichtig in der Region, wie an den Überresten ihrer Gebäude und den Inschriften in der Nekropole zu sehen ist.

### Islamische Zeit
Tyros kapitulierte im Jahr 634 vor den islamischen Armeen und bot keinen Widerstand. Unter seinen neuen Herrschern florierte die Stadt weiter und exportierte Zucker sowie Gegenstände aus Perlen und Glas, die eine gute Einkommensquelle darstellten. Mit dem Niedergang des Abbasiden-Kalifats erlangte Tyros unter der Herrschaft der Dynastie der Banu Aqil, Vasallen des Fatimiden-Kalifats, eine gewisse Unabhängigkeit. Zu dieser Zeit schmückten Brunnen die Stadt, und der Basar war mit verschiedenen Waren gefüllt, darunter Teppiche sowie Schmuck aus Gold und Silber.

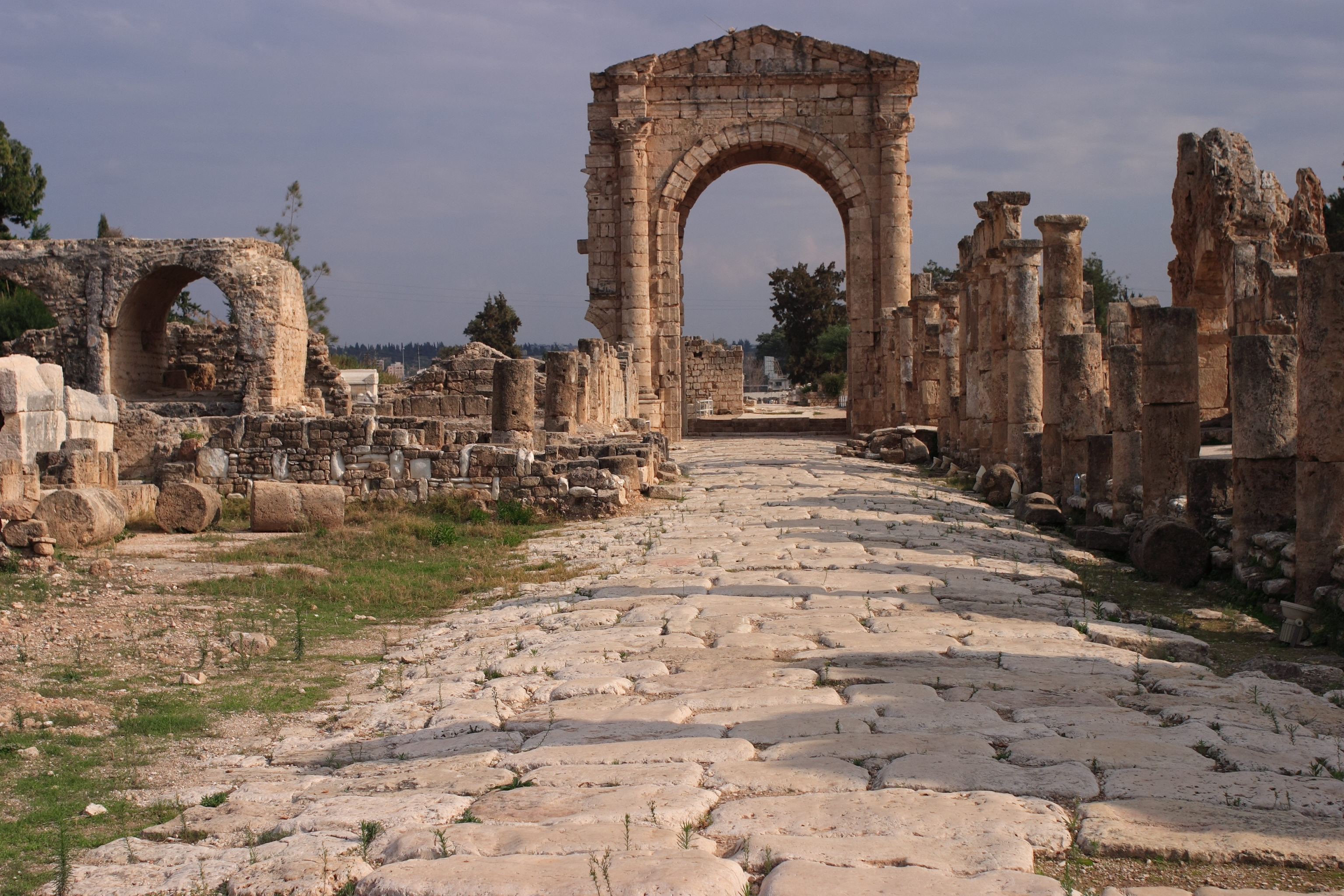
Via Romana, Tyros

Tyros wurde im Jahr 1124 von den Kreuzfahrern erobert. Nach etwa 180 Jahren unter Kreuzfahrerherrschaft eroberten die Mamluken die Stadt 1291 zurück, bis sie zu Beginn des 16. Jahrhunderts unter die Kontrolle der Osmanen fiel.

### Moderner Staat
Mit dem Ende des Ersten Weltkriegs wurde Tyros in das Völkerbundmandat für Syrien und Libanon eingegliedert. Am 22. November 1943 erlangte Libanon Unabhängigkeit von Frankreich.